# Alder Creek (dopływ Beaver Kill)
Alder Creek – strumień w Stanach Zjednoczonych, w stanie Nowy Jork, w hrabstwie Ulster. Długość cieku nie została określona, natomiast powierzchnia zlewni wynosi 16 km². Strumień jest jednym z dopływów Beaver Kill.